# Aktivací indukovaná buněčná smrt
Aktivací indukovaná buněčná smrt (anglicky: Activation-induced cell death, AICD) je programovaná buněčná smrt způsobená interakcí Fas receptoru (Fas, CD95) a Fas ligandu (FasL, CD95 ligand). Dochází k ní v důsledku opakované stimulace specifických T-buněčných receptorů (TCR) a slouží k udržování imunitní tolerance na periferii. Defekt tohoto procesu tedy může vést ke vzniku autoimunitního onemocnění. Jinými slovy AICD je negativním regulátorem aktivovaných T-lymfocytů.
Efektorovou buňkou je ta, jež nese FasL, apoptóza je vyvolána u buňky exprimující Fas receptor. Klonální deleci mechanismem AICD podstupují jak T-lymfocyty, tak B-lymfocyty (nesou Fas). Vysoká exprese FasL byla zjištěna na buňkách imunologicky privilegovaných míst (rohovka, testes, mozek, fetus), kde je třeba předejít aktivaci imunokompetentních buněk, jež by tkáň mohly poškodit, a též na některých nádorových buňkách, které se tímto způsobem imunitnímu systému brání.

## Regulace Fas-FasL a AICD
FasL je regulován především na úrovni transkripce. Druhou možností je kontrola prostřednictvím signálu přímo od Fas receptoru, který řídí senzitivitu k indukci apoptózy. O regulaci Fas a jiných receptorů smrti je toho známo méně. Byl však popsán protein c-FLIP (cellular FADD-like IL-1β-converting enzyme Inhibitory Protein), který při zvýšené expresi inhibuje Fas-zprostředkovanou apoptózu. Dále existují regulátory TNFR1-indukované aktivace kaspáz. Většina z nich je indukována NF-κB dráhou, jež reguluje citlivost buněk na TNF (TNF-Related Apoptosis-Inducing Ligand)-zprostředkovanou apoptózu. U žádného z těchto regulátorů a ani u NF-κB aktivace samotné se ale nepředpokládá, že by měly hlavní roli v řízení T-buněčné smrti způsobené vazbou na Fas nebo TRAIL receptory.

## Signalizace
Vazba Fas ligandu na Fas receptor (tzv. receptor smrti) spouští trimerizaci Fas receptoru, jehož cytoplazmatická doména je poté schopna vázat tři adaptorové proteiny FADD (Fas-Associated Death Domain). Prostřednictvím efektorových domén DED (Death Effector Domains) proteinů FADD dochází k vazbě pro-kaspázy-8, což jí umožní auto-aktivaci proteolytickým štěpením. Fas receptor, FADD a pro-kaspáza-8 společně tvoří signalizační komplex spouštící buněčnou smrt DISC (Death-Inducing Signaling Complex). Kaspáza-8 je poté uvolněna do cytozolu, kde aktivuje kaspázovou kaskádu a iniciuje tak apoptózu.